# Sture Siwe
Sture August Siwe, ursprungligen Svensson, född 23 januari 1897 i Karlskrona, död 24 april 1966 i Lund, var en svensk läkare.
Siwe blev filosofie kandidat vid Lunds universitet 1916 och medicine licentiat i Stockholm 1924. Han blev därefter, vid Lunds universitet, medicine doktor 1926 (på avhandlingen Pankreasstudien), docent i anatomi 1927, i pediatrik 1931 och professor i pediatrik 1937. Han företog studieresor i Tyskland, Belgien, England, USA och Schweiz. 
Siwe gav namn åt den genetiska sjukdomen Letterer-Siwes, vilken han först beskrev 1933. Han blev ledamot av Fysiografiska sällskapet i Lund 1937 och var inspektor vid Blekingska nationen 1939–1955.
Han gifte sig 1928 med skulptören Anna Siwe. Makarna är gravsatta på Norra kyrkogården i Lund.